# Reprezentacja Węgier na Mistrzostwach Europy w Wioślarstwie 2008
Reprezentacja Węgier na Mistrzostwach Europy w Wioślarstwie 2008 liczyła 13 sportowców. Najlepszymi wynikami było 3. miejsce w dwójce podwójnej wagi lekkiej kobiet i mężczyzn.

## Medale

### Złote medale
Brak

### Srebrne medale
Brak

### Brązowe medale
dwójka podwójna wagi lekkiej (LM2x): Zsolt Hirling, Tamás Varga
dwójka podwójna wagi lekkiej (LW2x): Zsófia Novák, Zsuzsanna Hajdú

## Wyniki

### Konkurencje mężczyzn
- dwójka bez sternika (M2-): Gáspár Vinkó, Béla Simon – 7. miejsce
- dwójka podwójna (M2x): Gergely Orbán, László Szekér – 14. miejsce
- dwójka podwójna wagi lekkiej (LM2x): Zsolt Hirling, Tamás Varga – 3. miejsce
- czwórka podwójna (M4x): Adrián Juhász, Dániel Szabó, Áron Kelemen, Domonkos Széll, István Dumitrás – 10. miejsce

### Konkurencje kobiet
- jedynka (W1x): Katalin Szabó – 10. miejsce
- dwójka podwójna wagi lekkiej (LW2x): Zsófia Novák, Zsuzsanna Hajdú – 3. miejsce